# هارد كيل (فلم)
هارد كيل أو قتل صعب (بالإنجليزية: Hard Kill) هو فيلم حركة تم إنتاجه في الولايات المتحدة وصدر سنة 2020، بطولة جيسي متكالف وبروس ويليس.

## القصة
مرتزقة يحاولون إنقاذ ابن ملياردير تم إختطافه.

## وصلات خارجية
مقالات تستعمل روابط فنية بلا صلة مع ويكي بيانات